# Bernard Lee
John Bernard Lee (sinh ngày 10 tháng 1 năm 1908 – 16 tháng 1 năm 1981) là một nam diễn viên người Mỹ.